# Torwerk

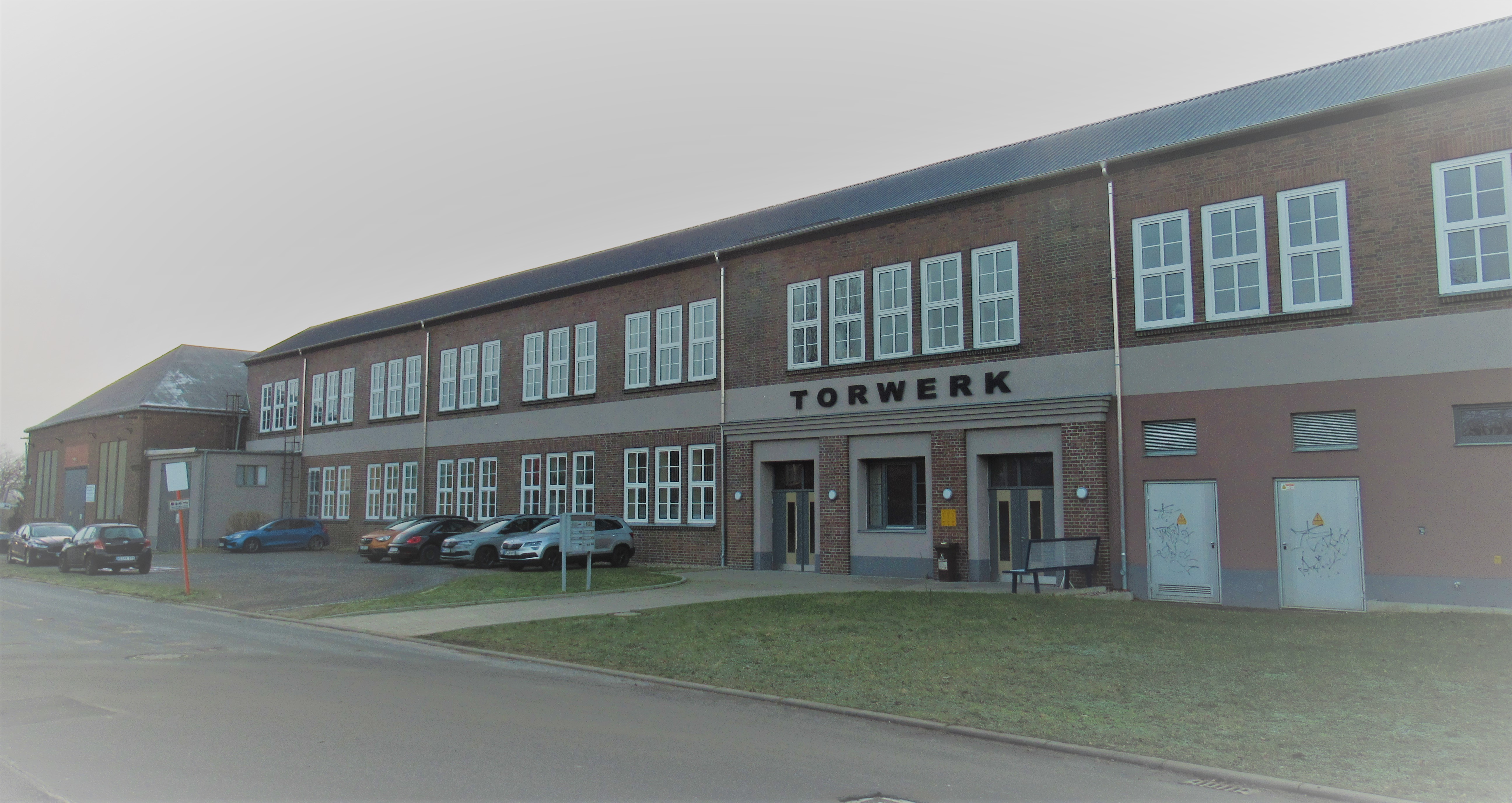
Torwerk in der Otto-Schott-Straße

Das Torwerk in der Otto-Schott-Straße 3 in Weimar-Nord ist eine denkmalgeschützte Werkhalle.

## Geschichte
Die Werkhalle gehörte einmal zum Weimar-Werk. Sie wurde 1942 an dieser Stelle errichtet und war die Halle 3 in den Wilhelm-Gustloff-Werken. Das Backsteingebäude mit seiner charakteristischen mehrschiffigen Stahlbinderkonstruktion ist rätselhaft. Erbaut wurde die Halle als (offizieller) „Behelfsbau“1 zur Rüstungsproduktion nach einer von Seiten der Stadt Weimar verzögerten Bauerlaubnis 1943. Die Konstruktion selbst stand jedoch bereits zuvor in Paris. Die Pläne für den Bau sind teilweise auf Französisch aus dem Sommer 1942, wie der entsprechende Briefverkehr zwischen den Gustloff-Werken und den Behörden offenbart. Daraus geht hervor, dass die sogenannte „Frankreichhalle“ als Beutehallen in Paris abmontiert und an dieser Stelle wieder aufgebaut worden waren. Es waren insgesamt davon vier. In der Halle waren zahlreiche Zwangsarbeiter in der Rüstungsproduktion tätig. Bei dem Luftangriff auf Weimar im Februar 1945 wurde die Halle schwer beschädigt. Sie wurde 1947–1952 renoviert. Sie wurde auch „Roter Oktober“ genannt.
Die Torwerk Weimar GmbH ist eine Firma für Schließsysteme.